# W matni

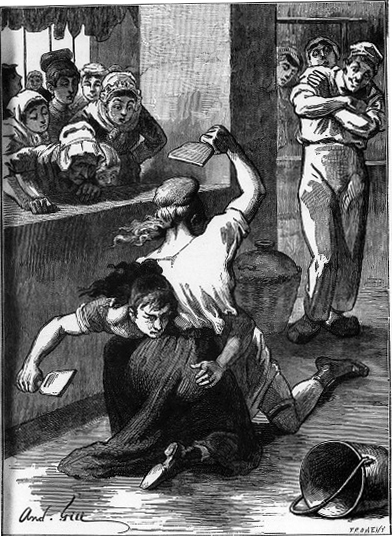
Ilustracja do W matni przedstawiająca bójkę w pralni

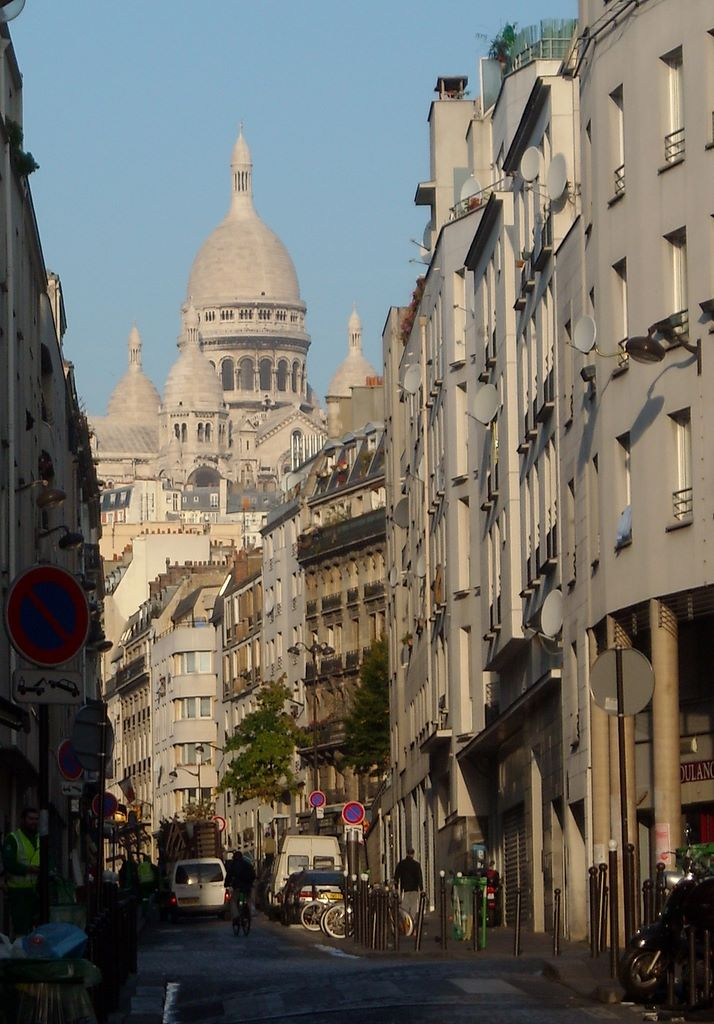
Dzielnica Goutte d’Or, w której rozgrywa się akcja utworu

W matni (fr. L'assommoir) – siódma część cyklu Rougon-Macquartowie Émile’a Zoli, opublikowana w 1877, opowiadająca o życiu najniższych warstw społecznych w Paryżu epoki II Cesarstwa. Główną bohaterką utworu jest Gerwazyna Macquart.

## Tytuł
Francuskie assommoir to wyraz wywodzący się ze slangu paryskich robotników, oznaczający tani lokal z alkoholem, mordownię. W powieści pojawia się plastyczny opis takiego miejsca (autentycznego lokalu w dzielnicy Goutte d’Or), które odgrywa centralną rolę w życiu wielu bohaterów. Przy tłumaczeniu tytułu na język polski zastosowano określenie odwołujące się do władzy alkoholu nad bohaterami powieści i podkreślające destrukcyjną rolę pijaństwa w ich życiu. Na potrzeby powieści Zola przeprowadził szerokie badania na temat języka robotników paryskich i warunków ich życia, wprowadzając nie tylko do wypowiedzi bohaterów, ale i do narracji wiele wyrażeń typowych dla ulicznego slangu i z tego powodu całkowicie niedopuszczalnych w dotychczasowej literaturze.
J. Dubois wyróżnia siedem poziomów znaczeniowych słowa assommoir w powieści, ujawniających się w toku lektury. Według niego assommoir, czyli coś, co dusi, zadręcza nabrało u Zoli nowych znaczeń, odnoszących się zarówno do szerszej perspektywy społecznej, jak i mających ścisły związek z losami bohaterów powieści. Poziomy te to:
1. Szynk ojca Colombe, miejsce, w którym upijają się robotnicy z dzielnicy Goutte d’Or.
2. Każdy lokal z tanim alkoholem (znaczenie pierwotne słowa).
3. Alkohol jako potencjalne zagrożenie społeczne.
4. Alkoholizm i wszystkie wynikłe z niego choroby.
5. Determinizm społeczny, w tym czynniki dziedziczone po przodkach.
6. Organizacja społeczeństwa, tworząca zamknięte grupy.
7. Prywatne lęki i koszmary bohaterów.[1]

## Okoliczności powstania utworu
Zainteresowanie Zoli tematem ubogich warstw społecznych miało wyraźne źródło w jego własnych doświadczeniach, zarówno z czasów wczesnego dzieciństwa w Prowansji (pierwowzorem młodej, początkującej prostytutki Nany była jego daleka kuzynka Anna Aubert), jak i późniejszych, związanych z życiem w Paryżu i bezskutecznym początkowo poszukiwaniem zajęcia. Podjęcie kwestii robotniczej wiązało się również z rosnącym zainteresowaniem tą warstwą społeczną przez pierwszych pisarzy-realistów II połowy XIX wieku, z których dziełami i ich wymową Zola jednak na ogół się nie zgadzał. W związku ze wszystkimi powyższymi czynnikami pisarz uważał, że jego cykl opisujący historię II Cesarstwa nie może obyć się bez powieści poświęconej robotnikom i informacja o planie stworzenia „powieści robotniczej” pojawia się we wszystkich szkicach Rougon-Macquartów.
W trakcie pracy nad W matni Zola przestudiował książkę O alkoholizmie V. Magmana oraz wspomnienia wzbogaconego robotnika Denisa Poulota. Obydwie prace posłużyły jako źródło wiedzy pozwalającej na niezwykle dokładne odmalowanie środowisk robotniczych. Druga z nich była ważnym źródłem użytych w dziele argotyzmów, pierwsza pozwoliła na zawarcie w powieści opisu choroby i śmierci Coupeau.

### Pierwszy projekt powieści
Plan napisania „powieści robotniczej” uległ znaczącej konkretyzacji po dramatycznych wydarzeniach Komuny Paryskiej. Zola uznał wówczas, że poświęci tematyce pracowników najemnych dwie powieści, z których jedna ukaże ich degenerację pod wpływem środowiska, zaś druga zajmie się problemem robotniczych organizacji i strajków. Z tego okresu pochodzi szkic utworu, zakładający, iż pierwsza powieść będzie poświęcona wyłącznie robotnikom, bez wątków pobocznych, jej bohaterką będzie Gerwazyna Ledoux, zaś wśród ukazanych scen rodzajowych pojawią się: obraz pralni, szynku, kobiet poszukujących na ulicy swoich mężów-alkoholików oraz robotnicze przyjęcie. Wszystkie te elementy znalazły się później w gotowej powieści, jednak kolejnym etapem prac był szkic, siedemnastostronicowe streszczenie akcji planowanego dzieła bez wymyślonych później istotnych szczegółów. Najważniejszymi wprowadzonymi później modyfikacjami było wprowadzenie wątku powrotu Lantiera (w szkicu pojawiał się on jedynie w pierwszym rozdziale powieści) oraz wypadek Coupeau. Zola rozszerzył również funkcję wielu postaci, które w szkicu nie miały większego znaczenia, np. Bijarda, Goujeta czy pierwszej pracodawczyni Gerwazyny, zaś praktycznie od podstaw wykreował postać Wirginii i jej męża. Długo wahał się również nad finałem utworu: początkowo planował scenę oblania Lantiera i Wirginii witriolem przez zranioną w swoich uczuciach Gerwazynę, a następnie śmierć samej głównej bohaterki, zabitej w podejrzanych okolicznościach na ulicy. Ostatecznie jednak uznał takie rozwiązanie akcji za przesadnie dramatyczne i od początku stworzył nowe, które w jego ocenie było bardziej realistyczne.

## Treść
Gerwazyna Macquart, praczka, której dzieciństwo i wczesna młodość zostały opisane w powieści Pochodzenie rodziny Rougon-Macquartów, uciekła z rodzinnego Plassans z kochankiem Augustem Lantierem i dwójką kilkuletnich synów, Klaudiuszem i Stefanem. Po krótkim pobycie w mieście zostaje porzucona przez kochanka na rzecz sąsiadki – Wirginii. Następnie wychodzi za mąż za blacharza Coupeau. Ich małżeństwo wydaje się być szczęśliwe: w odróżnieniu od wielu robotników Coupeau nie pije, a Gerwazyna dzięki systematycznemu oszczędzaniu otwiera własną pralnię. Na świat przychodzi ich córka Anna, zwana Naną.
Po kilku latach małżeństwa Coupeau ma wypadek w pracy, a w czasie długiej rekonwalescencji zaczyna pić. Wkrótce jest już alkoholikiem, dla którego nie liczy się nic poza wizytami w pobliskim szynku. Któregoś dnia spotyka tam Lantiera, z którym – mimo wcześniejszych jego relacji z Gerwazyną – zaprzyjaźnia się, a wkrótce później sprowadza do domu na stałe. Gerwazyna, dotąd starająca się utrzymać względny porządek w domu i spłacać długi, zaczyna również pić i na nowo romansować z Lantierem. Nastoletnia już Nana ucieka z domu i zostaje prostytutką, Klaudiusz zostaje oddany do pracowni malarza, Stefan idzie do pracy. Gerwazyna stopniowo traci wszystko, zaś Coupeau pod wpływem zbyt wielkiej ilości alkoholu popada w obłęd i umiera w przytułku na delirium tremens. Wkrótce po nim z nędzy i pijaństwa umiera też główna bohaterka.

## Cechy i forma utworu
W matni jest powieścią naturalistyczną, w której jednak niektórzy badacze doszukują się elementów roman noir, wyrażających się w sposobie prezentacji miejsca akcji, oraz realizacji metody impresjonistycznej w powieści. Dzielnica Goutte d’Or, w którym mieszkają bohaterowie, jest wiecznie ciemna, światło słoneczne nie przebija na podwórza ogromnych robotniczych kamienic, zaś od ludzi potężniejsze zdają się być przedmioty martwe - ogromne domy czy alembik w tytułowej mordowni (wielokrotnie zastosowana animizacja). Zola, mistrz i fascynat opisu, posłużył się romantyczną potęgą wyobraźni dla stworzenia krajobrazu naturalistycznego. J. Dubois podkreśla łączność tego komponentu W matni z wcześniejszymi powieściami o niższych klasach społecznych, w których stolica Francji była przedstawiana jako miejsce niepokojące, groźne i pełne mrocznych sekretów. Zabieg taki stosowany był m.in. Tajemnicach Paryża czy Nędznikach.

### Kreacja środowiska robotniczego
Zola, chociaż aspiruje do ukazania pełnego obrazu środowiska pracowników małych zakładów, nie zamieszcza w W matni scen zbiorowych zbliżonych do tych z późniejszej powieści o robotnikach, Germinala. Wizerunek całej grupy społecznej tworzy kilka rodzin: Gerwazyna i jej kolejni partnerzy oraz dzieci, Wirginia z mężem, ojciec Bru, rodzina Bijardów, rodzina Lorilleux, Goujet i jego matka, przyjaciele Coupeau. Każda z tych osób pełni jednak funkcję symbolu, jest postacią reprezentatywną dla całej grupy robotników, których los potoczył się podobnie; dotyczy to zarówno wstrząsającego obrazu śmierci pani Bijard i jej córeczki, zakatowanych przez Bijarda-alkoholika, jak i ukazanych w sposób karykaturalny małżonków Lorilleux, skąpych i nieżyczliwych dla otoczenia. Niektóre postacie mają szersze znaczenie symboliczne - grabarz Bazouge, który najpierw budzi u Gerwazyny strach, a następnie mroczną fascynację, jest świadomie stylizowany na figurę ze średniowiecznego danse macabre zaadaptowaną na grunt robotniczy. Natomiast ojciec Bru, nędzarz odrzucany przez wszystkich poza Gerwazyną, stanowi obraz „robotniczego przeznaczenia”. Nieprzypadkowo to jego Gerwazyna spotyka na ulicy, proszącego o jałmużnę, gdy pierwszy raz idzie żebrać, by zdobyć pieniądze na jedzenie i alkohol; również zamierzonym zabiegiem jest umieszczenie ostatniego miejsca zamieszkania zupełnie zdegenerowanej bohaterki w komórce, którą dawniej zajmował Bru.

### Postać głównej bohaterki
W matni jest jednym z nielicznych utworów Zoli, w których analiza przeżyć bohatera zajmuje miejsce równorzędne z opisem określonego środowiska, a jedna postać wyraźnie dominuje w toku akcji. Gerwazyna Macquart równocześnie bardzo wyraźnie wpisuje się w tradycję bohaterek realistycznych, których życie zdominowane jest przez realizowanie swoich pragnień, a których psychika czyni je szczególnie podatne na choroby nerwowe i obsesje. Pod tym względem Gerwazyna przypomina tytułową postać powieści Pani Bovary i Herminia Lacerteux, ale i wcześniejszą postać kobiecą stworzoną przez Zolę - Renatę z utworu Zdobycz. W odróżnieniu jednak od Emmy Bovary i Renaty du Beraud du Chatel Gerwazyna jest robotnicą, kobietą z ubogich warstw społecznych, a jej sposób myślenia i działania zestawia flaubertowski model bohaterki kobiecej z cechami zaobserwowanymi przez pisarza w czasie życia w dzielnicy robotniczej. Przy konstruowaniu postaci znaczącą rolę odegrały również założenia, jakie wstępnie narzucił sobie Zola. Pisarz założył bowiem, że zgodnie z panującą w całym cyklu zasadą determinowania charakteru postaci przez ich przodków Gerwazyna dziedziczy po ojcu pociąg do alkoholu, zaś po matce determinację życiową). Motyw niespełnionych marzeń życiowych Gerwazyny, jej skromnych aspiracji wielokrotnie w powieści powraca w postaci wypowiedzi samej bohaterki, która w rozmowach z Coupeau i Goujetem oraz w monologu własnym podkreśla, iż jej jedyną ambicją było posiadać własne mieszkanie, wychować dzieci, pracować i umrzeć we własnym łóżku. Sceneria śmierci Gerwazyny również stanowi niepozbawioną ironii odpowiedź na formułowane przez nią w ten sposób plany - Gerwazyna zostaje nałogową alkoholiczką i musi utrzymywać się z prostytucji, nie interesuje się już dziećmi, umiera zupełnie zapomniana w komórce pod schodami i zostaje znaleziona dopiero dwa dni później, kiedy jej ciało zaczęło już ulegać rozkładowi. Postać Gerwazyny miała w pierwotnym zamyśle autora dodatkowo podkreślona poprzez umieszczenie jej w tytule, który miał brzmieć La vie simple de Gervaise Macquart.

### Motyw walki dobra ze złem iczłowieka-zwierzęcia
W matni przedstawia dychotomiczną wizję świata, w której człowiek - a zwłaszcza robotnik, z racji swojego położenia społecznego - stale musi dokonywać wyborów między uczciwym życiem, obfitującym w codzienne trudności, a prostym, lecz zgubnym poszukiwaniem zapomnienia w alkoholu. Gerwazyna i Coupeau zostali przedstawieni jako jednostki przeciętne, które w zależności od okoliczności mogą ewoluować w każdym z tych dwóch kierunków - nieprzypadkowo obydwoje przechodzą metamorfozę od „wzorowych robotników” (niepijących, pracowitych, uczciwych) do zupełnego upadku. Natomiast model życia złego i dobrego w czystej postaci reprezentują August Lantier - kobieciarz, rozrzutnik i pijak oraz Goujet - wzorowy pracownik, gotów do wszelkich poświęceń dla ukochanych osób. Zola zaznacza przy tym, że wybór dobrej drogi jest dla robotnika szczególnie trudny, gdyż środowisko pracowników najemnych nie tworzy własnych kanonów zasad moralnych i przez to sprzyja moralnej degradacji.
Rozwinięciem motywu zła wywoływanego przez alkohol jest motyw człowieka-zwierzęcia, bestii rodzącej się w zwykłym człowieku pod wpływem różnych czynników. W utworze W matni najczęściej przywoływanym powodem jest alkohol (Bijard) lub alkohol połączony z ogólnym brakiem perspektyw życiowych (Coupeau), mniejszą rolę odgrywają czynniki czysto dziedziczne (tendencje Gerwazyny do pijaństwa, jakie miała odziedziczyć po ojcu). Zola ukazuje, iż utrata człowieczeństwa wywołana przez jeden z powyższych elementów jest nieodwracalna i niszczy życie zarówno bohatera tracącego ludzkie cechy, jak i jego otoczenia. Jako szczególną formę tak zdegenerowanego bohatera Zola ukazuje człowieka-maszynę (określenie J. Dubois), który nie tylko nie zastanawia się nad czynionym złem, ale i niejako machinalnie wyrządza kolejne krzywdy (Lantier rujnujący kolejno Gerwazynę i Wirginię, Bijard regularnie stosujący przemoc wobec rodziny). Autor nie przestaje jednak podkreślać dobrowolności takiego samozniszczenia - bohaterowie sami zaczynają pić i tracić pieniądze, stale podkreślany jest ich wolny wybór (chociaż dokonany pod wpływem złego przykładu innych). W innych utworach podejmujących motyw człowieka-zwierzęcia (jak Bestia ludzka) wolność ta nie będzie już obecna, a degradacja bohaterów odbywać się będzie niemal wyłącznie za sprawą czysto biologicznych, dziedzicznych obciążeń.

## Recepcja
Publikacja W matni wywołała w Paryżu ogromny skandal. Powieść została skrytykowana za podjęcie problemu „niegodnego literatury”, prostackiego, niewartego tak szerokiego potraktowania. Elegancka publiczność była zniesmaczona tak wiernym odwzorowaniem życia codziennego robotników, a zwłaszcza użyciem na masową skalę ich codziennego żargonu. Obok względnie stonowanej krytyki pojawiały się artykuły atakujące powieść z pełną gwałtownością, często poparte rysunkami satyrycznymi. Lewicowi dziennikarze (jako pierwszy wystąpił dawny przyjaciel Zoli Artur Rans) zarzucali mu z kolei oczernianie ludu, czy też stworzenie „pamfletu przeciwko pracującym, wody na młyn reakcji”. Gazeta Le Bien Public przerwała druk powieści w odcinkach, podjęty następnie przez La République des Lettres. Mimo tego utwór stał się początkiem wielkiej sławy pisarza i pierwszą znakomicie sprzedającą się z jego prac, zaś w 1903 r., wznowiona, miała ponad 200 tys. nakładu. Publikacja W matni przyczyniła się również do powstania tzw. grupy medańskiej, do której oprócz Zoli należeli Paul Alexis, Joris-Karl Huysmanns, Guy de Maupassant, Henry Céard i Léon Hennique. Grupa ta podjęła odważną obronę utworu, argumentując, iż dla ukazania pełnego obrazu społeczeństwa potrzebne jest opisywanie wszystkiego, co jest jego częścią składową.
Sam autor konsekwentnie bronił się, twierdząc, że dokonał jedynie opisu rzeczywistości, studium typowej robotniczej rodziny niszczonej przez alkoholizm i brak pieniędzy, zaś upiększanie prawdy, jakiego przed nim dokonywano w literaturze, nie niesie za sobą żadnych pozytywnych konsekwencji. Odżegnując się od motywacji politycznych twierdził również, że o oczernianiu ludu nie może być mowy, gdyż w rzeczywistości został dokonany proces odwrotny - ukazanie przyczyn nędzy ludu, a przez to potencjalnych możliwości poprawy jego losu. Jak w mało którym przypadku, Zola mógł poprzeć przedstawione w powieści opisy autentycznymi doświadczeniami, z czasów, gdy jako początkujący dziennikarz mieszkał na poddaszu ogromnej kamienicy robotniczej (jak ta, w której Gerwazyna i Coupeau mieszkają na ulicy Goutte d’Or) i mógł osobiście przyglądać się codzienności robotniczych rodzin. Badacze podkreślają również fakt, że Zola sam, na podstawie rzeczywistości własnej rodziny, mógł wiele powiedzieć o obyczajach „warstwy pośredniej między proletariatem a mieszczaństwem”. Na potrzeby utworu dokonał również szerokich badań nad językiem i topografią najgorszych dzielnic Paryża (w jego notatkach zachował się odręczny plan dzielnicy Goutte d’Or, zaś szynk z ogromnym alembikiem, w którym najchętniej upijają się Coupeau i Gerwazyna był miejscem autentycznym. Prawdziwa, chociaż położona przy innej ulicy, była również opisana w utworze kamienica, w której żyła i zmarła główna bohaterka.
Główna bohaterka utworu, Gerwazyna Macquart, uważana jest przez badaczy za najlepiej psychologicznie skonstruowaną postać w cyklu, której upadek w nędzę został przedstawiony nie jako prosta konsekwencja genetyczna (Gerwazyna jest córką nałogowych alkoholików), ale jako wypadkowa dziedziczenia oraz warunków społecznych. Mimo tego wielu dziennikarzy i krytyków, zwłaszcza lewicowych, uważało, iż Zola w opisie robotników i ich upadku popełnił istotny błąd, nie doceniając czynnika zewnętrznego (oddziaływania środowiska), a za bardzo akcentując wolną wolę i niefrasobliwość bohaterów. Paradoksalnie z drugiej strony barykady posypały się oskarżenia o propagowanie socjalizmu. W matni skrytykował również stary Victor Hugo, argumentując, iż książka opisuje biedę i nędzę dla samego opisu, a nie w celu pomocy najuboższym, co uznał za niedopuszczalne, a co było w dużej mierze błędną oceną intencji Zoli. Z kolei Gustaw Flaubert, mimo początkowych obiekcji, był zachwycony książką.

## Adaptacje
- Sztuka teatralna Assommoir grana w Paryżu w 1879 r.
- Film René Clémenta Gervaise z Marią Schell jako Gerwazyną z 1956 r.
- Film Gaston Roudesa z 1933